# Кепке, Карлис
Карлис Кепке (латыш. Kārlis Kepke, нем. Karl Köpke; род. 6 ноября 1890 года в Риге, Российская империя — ум. ?), известный также как Карл Копке — российский спортсмен-велогонщик.

## Биография, карьера
Родился в 1890 году в Риге. Младший брат Аугустса Кепке. Выступал в составе рижского велоклуба «II Rīgas Riteņbraucēju biedrība».
В 1912 году вместе с братом Аугустсом принимал участие в летних Олимпийских играх в Стокгольме, где выступал за сборную Российской империи в шоссейных гонках на дистанции 320 километров (в индивидуальной и командной группах). Призовых мест не занял.
В 1913 году занял первое место в шоссейной велогонке на дистанции 5 вёрст на I Всероссийских спортивных играх, а также второе место в шоссейной велогонке на дистанции 20 км.
Дальнейшая судьба спортсмена неизвестна.